# 普魯士省份

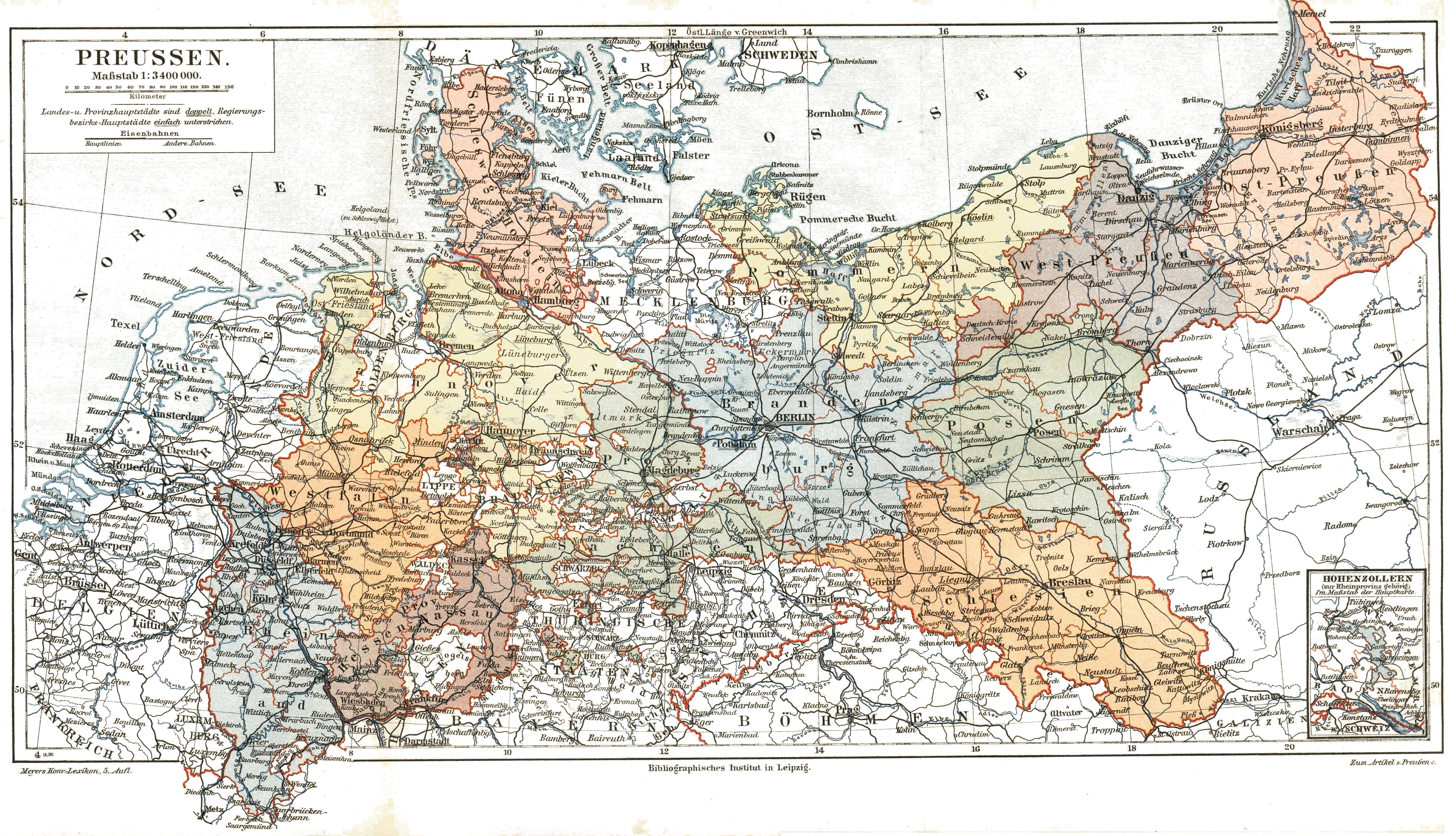
1895年的普魯士十二省

普魯士省份（德語：Provinzen Preußens）是1815年至1946年間普魯士的主要行政區劃。普魯士的行省制度是在1815年斯泰因-哈登貝格改革中引入的，主要由公國和歷史地區組成。省被劃分為幾個行政區（Regierungsbezirke），再細分為地區（Kreise），然後再細分為最低級別的鄉鎮（Gemeinden）。省是普魯士王國和普魯士自由邦的最高行政級別，直到1933年納粹德國對省轄的區域建立了事實上的直接統治並設立了大區。普魯士的行省制度與其本身在1946被盟軍終結。普魯士各省成為德國許多聯邦州的基礎，例如勃蘭登堡州、下薩克森州和石勒蘇益格-荷爾斯泰因州，它們是普魯士省份的直接繼承者。

## 德意志邦聯時期

1818年的的普鲁士諸省

普魯士王國原來的核心區域是由勃蘭登堡侯國和普魯士公國所組成的勃蘭登堡-普魯士地區。1653年，普魯士增加了早期波美拉尼亞省。在1720年及1815年兩度從瑞典取得瑞屬波美拉尼亞後，便與早期波美拉尼亞省合併成波美拉尼亞省。普魯士於1740年的西里西亞戰爭取得了西里西亞省。 
經過了1772年的第一次瓜分波蘭後，新增加的皇家普魯士和瓦米亞城便成為西普魯士省，而普魯士公國（和一部份的瓦米亞城）則成為東普魯士省。其他內茲河附近的新佔地區則成為內茲區。又再經過了1793年到1795年的第二次及第三次瓜分波蘭後，這些新占的領土被重整為新西里西亞、南普魯士及新東普魯士三省，同時內茲區被重新分配到西普魯士及南普魯士。這三個省份於1815年的維也納會議中被迫讓給波蘭會議王國，但南普魯士的西部被保留了下來，隨後併入波森大公國。
- 勃蘭登堡省
- 東普魯士省
- 於利希-克萊沃-貝格省
- 下萊茵大公國
- 波美拉尼亞省
- 波森大公國（非德意志邦聯成員國）
- 薩克森省
- 西里西亞省
- 西普魯士省
- 威斯特伐利亞省

1822年，於利希-克萊沃-貝格省和下萊茵大公國合併成萊茵省。1829年，東西普魯士兩省合併成普魯士省，但是又於1878年重新分割回原來的兩省。霍亨索倫-希格馬洛根和霍亨索倫-黑興根兩個親王國於1850年被普魯士占領，隨後成為霍亨索倫省。
1866年，在普奧戰爭之後，普魯士吞併了幾個與奧地利結盟的德國國家，並連同先前佔領的丹麥領土，將它們組織成三個新的省份：
- 漢諾威省
- 黑森-拿騷省
- 石勒蘇益格-荷爾斯泰因省

## 德意志帝國時期
奥普战争的结果终结了由所有德语国家组成的大统一国家的愿望。相反，北德意志邦联是在普鲁士的领导下建立的。在普法战争以及南部巴伐利亚、巴登和符腾堡并入联邦后，德意志帝国于1871年宣告成立。

从1875年起，各省成为通过每个农村和城市地区（德语：Landkreis和Stadtkreis）的代表结合区域自治的机构，形成任期6年的省级议会（德语：Provinziallandtag），其首脑从其中间选举产生该自治机构的一部分、Landesdirektor（任期6至12年）和省级政府（德语：Provinzialausschuss，直译为“省级委员会”）以及上级普鲁士皇家行政机构的一部分，监督-省范围-自治市和县以及每个省（德语：Regierungsbezirk，仅仅是普鲁士政府的监督机构）。为此，相应的普鲁士内政部长任命了一名高级专员（德语：Oberpräsident）到每个省，后者在普鲁士政府任命的省议会（德语：Provinzialrat）的帮助下完成了他的任务。

1914年的普魯士諸省

- 柏林
- 勃蘭登堡省
- 東普魯士省
- 漢諾威省
- 黑森-拿騷省
- 霍亨索倫省
- 波美拉尼亞省
- 波森省
- 萊茵省
- 薩克森省
- 石勒蘇益格-荷爾斯泰因省
- 西里西亞省
- 威斯法倫省
- 西普魯士省

## 威瑪共和國時期

1928年的普魯士諸省

1918年第一次世界大戰結束後，德意志帝國解體，取而代之的是魏瑪共和國。1918年後的普魯士省份如下：
- 柏林
- 勃蘭登堡省
- 東普魯士省
- 漢諾威省
- 黑森-拿騷省
- 霍亨索倫省
- 波美拉尼亞省
- 波森-西普魯士邊區省
- 萊茵省
- 薩克森省
- 石勒蘇益格-荷爾斯泰因省
- 上西里西亞省
- 威斯特法伦省
- 下西里西亞省

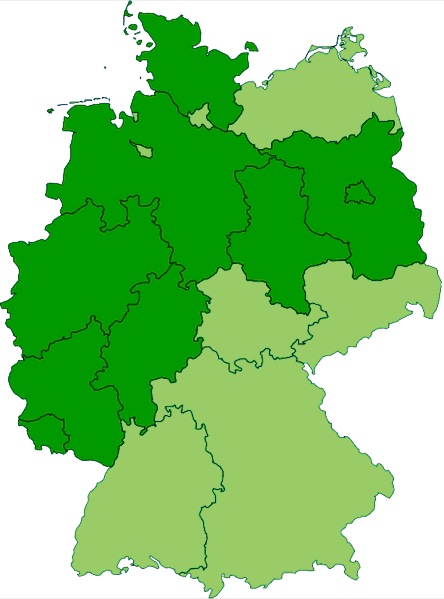
現在德國完全或幾乎在德意志帝國的普魯士王國舊邊界內的邦以綠色表示

1945年第二次世界大战结束后，普鲁士未能幸免于德国的战败和分裂，并于1947年2月被正式废除。普鲁士东部的六省被割让给苏联和波兰，中部和西部的省份分别并入盟国和苏联占领区，随后被重组。德国在一战和二战中损失的土地绝大部分来自普鲁士王国东部的领土，这些前东部领土的归属在冷战期间一直存在争议，西德政府和德国保守派认为是《波茨坦协定》强加于德国之上的条款，所以始终予以否认，直到1990年两德统一前签订的《最终解决德国问题条约》中才官方放弃这些领土。普鲁士王国对德国影响深远，今日有九个德国的联邦州都来自曾经普鲁士的领土，它同时留下了丰厚的文化遗产，德国政府因之设立了普鲁士文化遗产基金会（Stiftung Preußischer Kulturbesitz）来进行组织管理，该基金会已成为世界上最大的文化组织之一。